# Wieża ciśnień w Starogardzie Gdańskim (Szpital Kocborowski)
Wieża ciśnień – wieża ciśnień w Starogardzie Gdańskim, powstała w latach 1894–1898. Mieści się w Kocborowie przy ul. Skarszewskiej 7. W 1994 wraz z całym zespołem Szpitala dla Nerwowo i Psychicznie Chorych w Starogardzie Gdańskim została wpisana do rejestru zabytków.